# Дијагонале (ТВ серија)
„Дијагонале” је југословенска телевизијска серија снимљена 1977. године у продукцији Телевизије Београд.

## Улоге
| Глумац            | Улога   |
| ----------------- | ------- |
| Љубивоје Ршумовић | Водитељ |

Комплетна ТВ екипа  ▼
| Редитељ              | Ратко Илић        |             |
| Сценариста           | Љубивоје Ршумовић |             |
| Композитор           | Душан Каруовић    |             |
| Директор фотографије | Љубомир Ивковић   |             |
| Директор фотографије | Јосип Кларица     |             |
| Mонтажер             | Миланка Нановић   |             |
| Одсек за звук        | Драган Богдановић | тон мајстор |
| Одсек за звук        | Паул Корошец      | тон мајстор |
| Одсек за звук        | Урош Ковачевић    | тон мајстор |